# Thoreauia
Thoreauia är ett släkte av steklar. Thoreauia ingår i familjen hårstrimsteklar.
Kladogram enligt Catalogue of Life:
| Thoreauia | \| \| Thoreauia compressiventris \| \| \| \| \| \| Thoreauia gargantua \| \| \| \| \| \| Thoreauia gemma \| \| \| \| |
|           | \| \| Thoreauia compressiventris \| \| \| \| \| \| Thoreauia gargantua \| \| \| \| \| \| Thoreauia gemma \| \| \| \| |
|           | Thoreauia compressiventris                                                                                           |
|           | |
|           | Thoreauia gargantua                                                                                                  |
|           | |
|           | Thoreauia gemma |
|           | |